# Скарано, Алессандро
Алессандро Скарано (итал. Alessandro Scarano; род. 3 сентября 1983, Борго-Маджоре, Сан-Марино) — санмаринский политический и государственный деятель, капитан-регент Сан-Марино совместно с Адель Тоннини с 1 апреля по 1 октября 2023 года.

## Биография
Родился 3 сентября 1983 года в Борго-Маджоре. По окончании школы изучал в Болонском университете специальности юриста, по окончании которого работал нотариусом и юристом. В 2002 году стал членом Сан-маринской христианско-демократической партии. В Генеральный совет Сан-Марино избирался с 2008 по 2012 год, и вновь с 2019 года по настоящее время.
Увлекается путешествиями, археологией и искусством. Серьёзно занимается конным спортом, чемпион своей страны по верховой езде.
17 марта 2023 года Большой и Генеральный совет избрал его и Адель Тоннини капитанами-регентами Сан-Марино на период с 1 апреля по 1 октября 2023 года.